# Death in Paradise

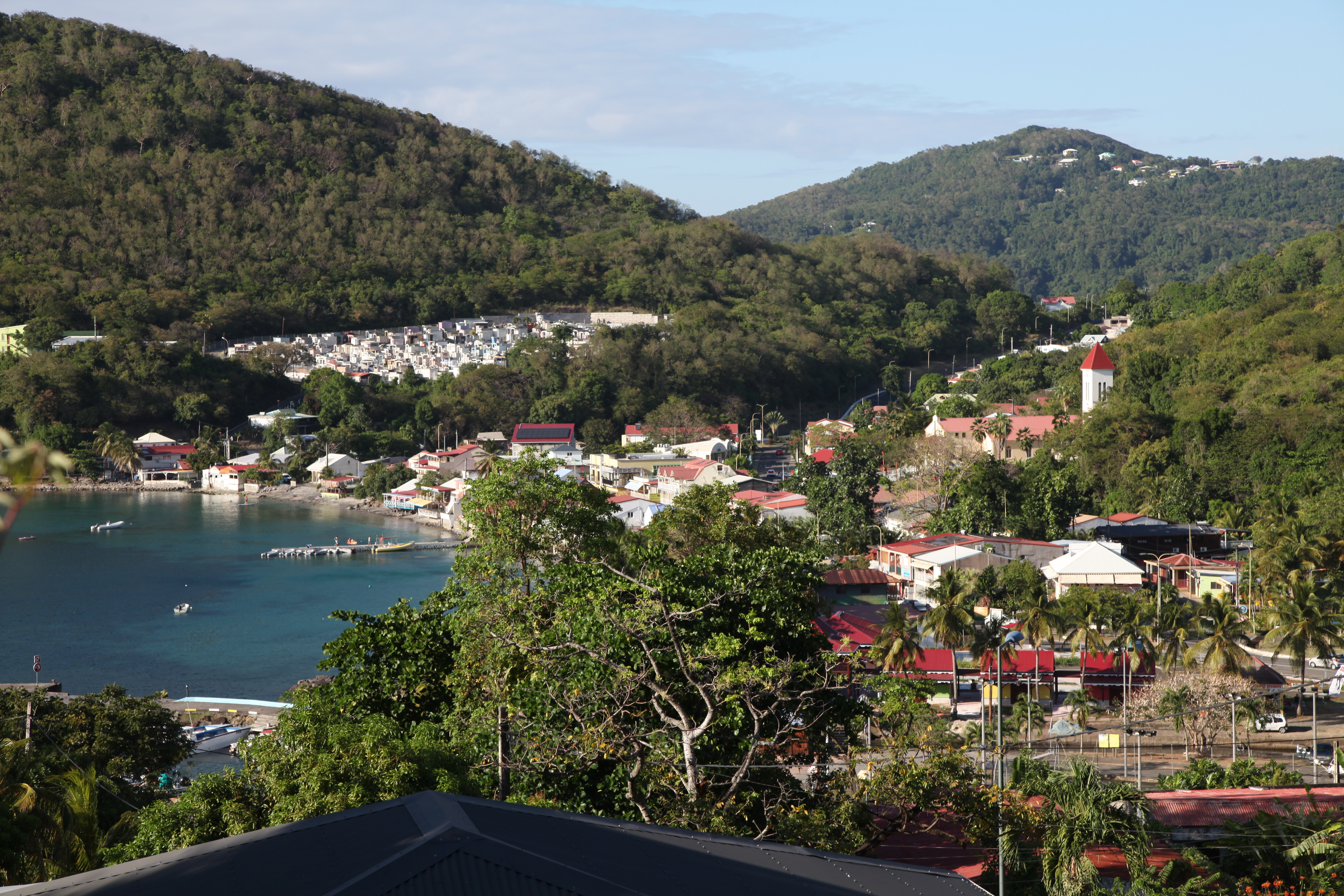
Blick auf Deshaies (in der Serie die fiktive Stadt Honoré) mit dem markanten Kirchturm der Église Saint-Pierre-et-Saint-Paul, in der sich im Gebäude rechts daneben die fiktive Polizeistation befindet.

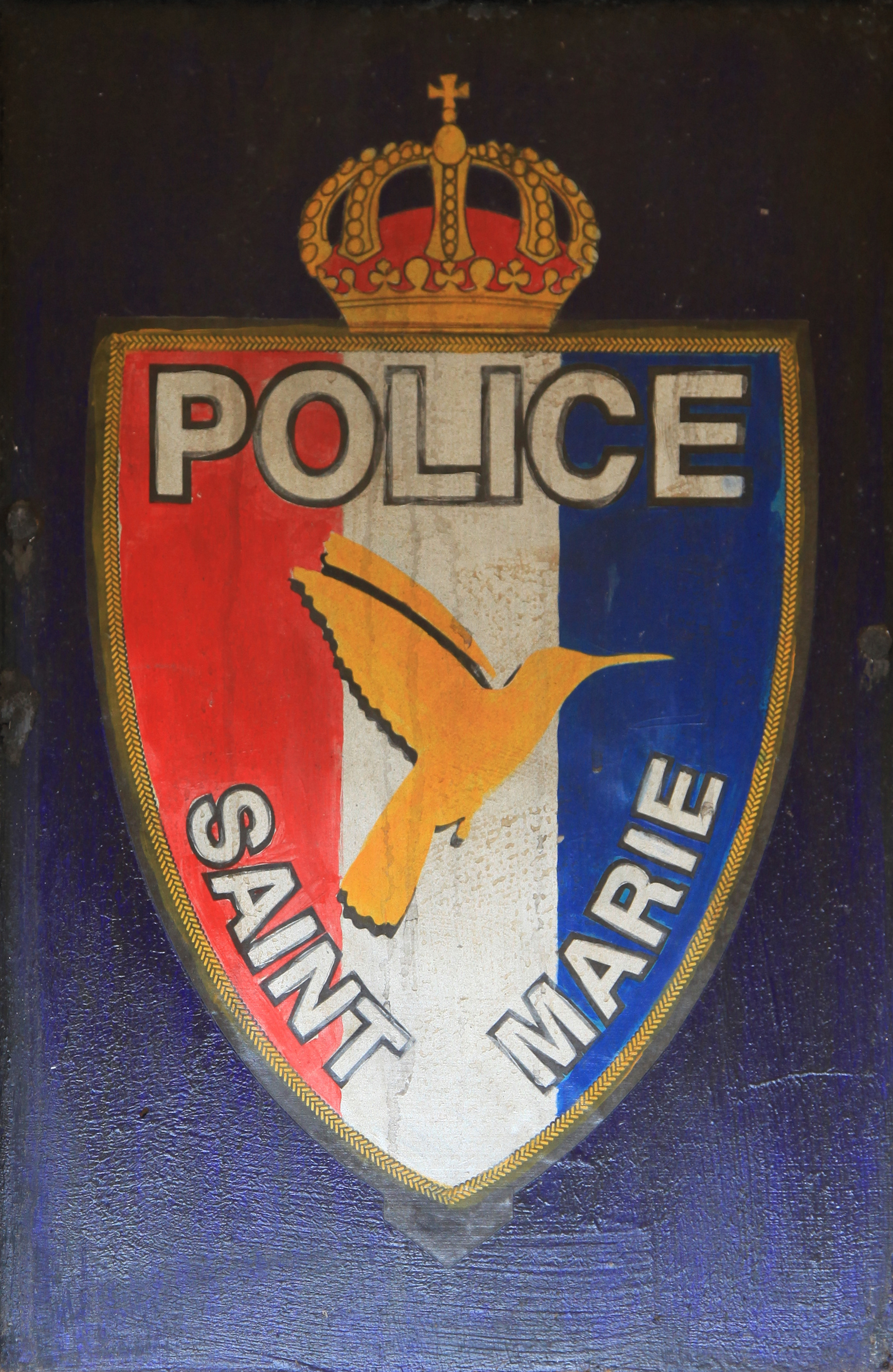
Wappen der fiktiven Polizei in Honoré mit französischer Trikolore, Kolibri und Krone (in Anlehnung an die britischen Kronjuwelen).

Death in Paradise ist eine britisch-französische Fernsehserie, die seit 2011 von Red Planet Pictures für die BBC und France Télévisions produziert wird. Die Serie ist das Erstlingswerk von Robert Thorogood, der bei einem Drehbuch-Wettbewerb entdeckt wurde, und ist eine Mischung aus Komödie, Drama und Krimi-Elementen. In den Hauptrollen sind aktuell  Élizabeth Bourgine (seit Folge 2.01), Shantol Jackson (seit Folge 11.01), Ginny Holder (seit Folge 11.05) und Don Gilet (seit Christmas Special 2024) zu sehen.
In Deutschland sicherte sich der Pay-TV-Sender FOX die Erstausstrahlungsrechte für die Serie und zeigte sie seit dem 24. Mai 2012, mit Ausnahme der zweiten Staffel, die zuerst auf ZDFneo zu sehen war. Da der Disney-Konzern den Betrieb von FOX Ende September 2021 einstellte, werden weitere Staffeln zunächst beim Streamingdienst Disney+ zu sehen sein.
Am 7. Januar 2021 begann die Ausstrahlung der 10. Staffel auf BBC One; am selben Tag gab BBC bekannt, dass eine Verlängerung der Serie um eine elfte sowie zwölfte Staffel beauftragt wurde.
Genau ein Jahr später, am 7. Januar 2022, begann die Ausstrahlung der 11. Staffel auf BBC One. Nach weiterem Erfolg mit der 12. Staffel wurde im Februar 2023 bestätigt, dass zwei weitere Staffeln (Staffel 13 und 14) sowie zwei Weihnachtsspecials produziert werden.
Weltweit wurden Ausstrahlungsrechte für die Serie in über 230 Länder und Territorien verkauft.
Titellied der Serie ist You’re wondering now des jamaikanischen Musikproduzenten Coxsone Dodd, welches erstmals 1964 von den Musikern Andy & Joey im Studio One in Jamaika aufgenommen und später von mehreren anderen Künstlern gecovert wurde. Die für Death in Paradise als Titelmusik angepasste Version stammt von Magnus Fiennes, ab Staffel 10 in einer überarbeiteten Variante.

## Handlung
Der Londoner Ermittler Detective Inspector Richard Poole wird auf die (fiktive) Karibikinsel Saint Marie in die Stadt Honoré geschickt, um das Gewaltverbrechen an einem seiner Kollegen vor Ort aufzuklären. Das traumhafte Karibik-Flair macht ihm jedoch zu schaffen, und so ist er mit seinem neuen Posten als Chefermittler alles andere als zufrieden. Als penibler Anzugträger trifft er auf eine ihm völlig fremde karibische Mentalität, was immer wieder für unterhaltsame Situationen sorgt.
Nachdem Richard Poole zu Beginn der dritten Staffel selbst einem Mord zum Opfer fällt, wird Detective Inspector Humphrey Goodman mit den Ermittlungen betraut, der auch Pooles Nachfolge antritt. Typisch für Goodman sind seine Tollpatschigkeit und der Umstand, dass er oft entweder keinen Notizblock oder keinen Stift zur Verfügung hat, um sich Notizen zum Tathergang zu machen.
Goodman kehrt nach einem Fall (Doppelfolge 6.05/6.06), der Teile des Teams nach London führt, der Karibik den Rücken. An seine Stelle tritt Detective Inspector Jack Mooney, der das Team in diesem Fall bereits in London unterstützt hat. Der verwitwete Vater einer erwachsenen Tochter zeichnet sich durch Kameradschaft und Gutmütigkeit, aber auch eine Schwäche für Essen (vor allem Süßes) sowie einen manchmal verwirrenden Sprachduktus aus. In der letzten Folge der sechsten Staffel beschließt er, dauerhaft auf der Insel zu arbeiten, bis er in der vierten Episode der neunten Staffel nach Großbritannien zurückkehrt.
Für ihn übernimmt zunächst kurzfristig Detective Inspector Neville Parker (ab Folge 9.05), der eigentlich nur zur Klärung eines Falles auf die Insel geschickt wurde und dann wegen einer Thrombose nicht zurückfliegen darf. Obwohl er anfangs Schwierigkeiten mit dem dauerhaften Leben in der Karibik hat (Mücken, Wärme etc.) sowie unter diversen Allergien leidet, entscheidet er sich dann doch, dauerhaft auf der Insel zu bleiben. Am Ende der 13. Staffel verlässt dann auch er St. Marie.
Neuer Chefermittler ab der 14. Staffel wird Detective Inspector Mervin Wilson, welcher sein Debüt beim 2024er Weihnachtsspecial feiert.
Die weiteren Beamten der Polizei von Honoré sind Detective Sergeant Camille Bordey (bis Folge 4.04), Sergeant, später Detective Sergeant Florence Cassell (Folgen 4.01 bis 8.06 und 10.01 bis 11.04), Detective Sergeant Madeleine Dumas (Folgen 8.07 bis 9.08), Sergeant, später Detective Sergeant Naomi Thomas (ab Folge 11.01), Sergeant Lily Thomson (nur Folge 1.01), Officer, später Sergeant Fidel Best (bis Folge 3.08), Officer, später Sergeant J. P. Hooper (Folgen 4.05 bis 10.08), Officer Dwayne Myers (bis Folge 7.08, Folge 11.0 und ab Folge 13.06), Officer Ruby Patterson (Folgen 8.02 bis 9.08) sowie Trainee Officer, später Officer Marlon Pryce (ab Folge 10.03).
Die Episoden handeln jeweils von einem abgeschlossenen Kriminalfall (mit Ausnahme der Doppelfolgen 6.05/06, 8.05/06 und 10.05/06) und stehen dabei in der Tradition des klassischen englischen Whodunit: Der exzentrische Kriminalist versammelt auf dem Höhepunkt der Handlung die Verdächtigen und präsentiert die stets überraschende Auflösung. Häufig findet außerdem das Erzählprinzip des Verschlossenen Raums Anwendung: Der Fall stellt sich zunächst so dar, dass nur bestimmte Personen als Täter infrage kommen, von denen aber auf den ersten Blick niemand den Mord begangen haben kann – etwa, weil alle Verdächtigen scheinbar ein Alibi haben oder das Opfer in einem Bereich aufgefunden wurde, zu dem niemand von ihnen zur Tatzeit Zugang hatte. Der Ermittler muss somit nicht bloß klären, wer der Täter ist und welches Tatmotiv er hatte, sondern auch, wie es ihm gelungen ist, einen scheinbar unmöglichen Mord zu begehen.

### Handlungsort
Ort der Handlung ist die fiktive Karibikinsel Saint Marie, ein Britisches Überseegebiet mit der Hauptstadt Honoré im Westen und der Ortschaft Port Royal im Süden. Der französische Name Saint Marie wird in Folge 1.01 mit der wechselhaften Geschichte erklärt, in deren Verlauf die Zugehörigkeit der Insel mehrmals zwischen Frankreich und Großbritannien wechselte. Geographisch sind Saint Marie, sowie deren ebenso fiktive Nachbarinsel Saint Robert, nahe einem Französischen Überseegebiet, südlich der real existierenden Karibikinsel Guadeloupe gelegen. Dies lässt sich aus verschiedenen geographischen Andeutungen in den Dialogen der Serie ableiten, wie etwa der Aussage in Folge 3.03, dass Saint Marie in der östlichen Karibischen See liegt. In Folge 4.05 wird behauptet, Saint Marie läge zudem rund 70 Meilen entfernt von Martinique, dies wird später jedoch insofern widerlegt, als dass Martinique in der Serie überhaupt nicht existiert. In Folge 5.02 ist eine Seekarte zu sehen, welche sehr detailliert die Verhältnisse aufzeigt. Guadeloupe und Marie-Galante sind exakt die real existierenden Inseln. Saint Marie ist Dominica, jedoch mit einer deutlich anderen, mutmaßlich erfundenen Form. Die Iles des Saintes, wo man am ehesten eine Entsprechung zu Spinner's Rock findet (Le Paté), sind nicht verzeichnet, Spinner's Rock hingegen ist ein unbenannter, gleichwohl verzeichneter schwarzer Punkt im realen Nirgendwo. Dominica liegt südlich des realen Martinique, welches hier als Saint Robert bezeichnet wird und in der Form einem um 180° gedrehtem Grenada entspricht. Antigua wird Saint John’s genannt, entsprechend seiner Hafenstadt im Norden. Saint Martin liegt nicht bei Anguilla, sondern in Richtung der Britischen Jungferninseln, die Amerikanischen Jungferninseln heißen St. Croix.

## Produktion
Für France Télévisions ist es die erste Koproduktion einer Dramedy-Serie mit einer ausländischen Sendeanstalt. Da FTV begeistert von dem Drehbuch war, ließ man sich auf eine Partnerschaft mit der britischen BBC ein. Die Dreharbeiten begannen im Frühjahr 2011 auf Guadeloupe. Gedreht wurde vor allem in der Gemeinde Deshaies. Die Produktion dauerte 100 Tage und kostete 3,7 Millionen Euro.
Knapp einen Monat nach Ausstrahlung der letzten Episode der ersten Staffel wurde die Produktion einer zweiten Staffel mit acht weiteren Episoden offiziell angekündigt. Am 12. Februar 2013 wurde die Produktion einer dritten Staffel angekündigt, die wieder aus acht Episoden bestand. Kurze Zeit nach der Verlängerung wurde bekannt, dass Ben Miller die Serie während der dritten Staffel verlasse und durch Kris Marshall, der den neuen Detective Humphrey Goodman verkörperte, ersetzt werde. Kurz vor Ausstrahlung des Staffelfinals der dritten Staffel wurde Death in Paradise im Februar 2014 für eine vierte Staffel verlängert. Ende Februar 2015 erhielt die Fernsehserie eine fünfte Staffel. Im Februar 2016 wurde die Serie um eine sechste und im Februar 2017 um eine siebte Staffel verlängert. Noch vor Ende der sechsten Staffel wurde bekannt, dass Kris Marshall die Serie verlasse und durch Ardal O’Hanlon ersetzt werde. Am 1. Februar 2018 teilte die BBC mit, dass 2019 die achte Staffel gesendet wird. Danny John-Jules wird nicht mehr mit dabei sein. Er wird seinen Ausstieg am Ende der siebten Staffel ohne Abschied haben. Ersetzt wurde er durch Shyko Amos, die als Officer Ruby Patterson, die Nichte von Commissioner Patterson, eine neue Figur verkörpert. Während der achten Staffel stieg Jobert aus der Serie aus und wurde durch Aude Legastelois ersetzt. Im März 2019 wurde die Serie um zwei weitere Staffeln verlängert. Im Oktober 2019 wurde bekannt, dass O’Hanlon im Laufe der neunten Staffel aus der Serie aussteigen wird und Ralf Little zum neuen Hauptdarsteller wird. In der 10. Staffel werden Legastelois und Amos nicht in ihre Rollen zurückkehren. Dafür wurde bekannt, dass Jobert als Hauptdarstellerin zur Serie zurückkehren wird. Neu an Bord ist Tahj Miles, der in Folge 10.02 einen Kleinkriminellen spielt und anschließend als Trainee Officer Marlon Pryce Ruby Patterson ersetzt. In der 10. Staffel kehren Ben Miller und Sara Martins für Gastauftritte in einer Doppelfolge zur Serie zurück. Im ersten Christmas Special wird  Danny John-Jules noch einmal aktiv. Neu dabei sind in der elften Staffel Shantol Jackson und ab Episode fünf Ginny Holder. Nach Ausstrahlung der zwölften Staffel  gab die BBC bekannt, dass die Serien dreizehn und vierzehn sowie zwei weitere Weihnachtsspecials in Spielfilmlänge in Planung sind.
Mittlerweile wurde die 13. Staffel gedreht (inklusive eines weiteren Weihnachtsspecials) und war im Februar und März 2024 im BBC-Fernsehen zu sehen. Im Rahmen der 100. Folge kehrt Sara Martins einmalig wieder – wie auch Danny John-Jules, welcher ab Folge 13.06 wieder dauerhaft zurückkehrt. Am Staffelende kehrt auch Joséphine Jobert kurzzeitig zurück, während Tahj Miles und Ralf Little Insel (und Serie) verlassen.
Mittlerweile wurde bekanntgegeben, dass Don Gilet als DI Mervin Wilson ab der 14. Staffel die Rolle des neuen Chefermittlers übernehmen wird.
Gedreht wird fast ausschließlich in der Ortschaft Deshaies im nordwestlichen Teil der französischen Karibikinsel Basse-Terre des französischen Überseedépartements Guadeloupe. Die Dreharbeiten finden monatelang in der Karibik statt: In mehreren Fällen, in denen Schauspieler aus der Serie ausstiegen, gaben sie familiäre Gründe an, wie etwa lange Trennung von der Familie oder die Einschulung ihrer Kinder.

### Wiederkehrende Handlungsorte
Im Laufe der über 100 Episoden (bis zum Ende der 13. Staffel) tauchen einige Orte regelmäßig auf, denen eine besondere Funktion in den Ermittlungen oder dem privaten Leben der Charaktere zukommen. Teilweise werden einzelne Orte per Compositing digital überarbeitet, um beispielsweise den fiktiven Mount Esmee in S06E01 einzufügen oder Hotelanlagen anzupassen.
Mittelpunkt aller Episoden bildet die Polizeistation, die aus einem großen Raum besteht, der durch einen Tresen in einer Ecke aufgeteilt wird, und als Büro benutzt wird. Im hinteren Bereich der Station befinden sich die Arrestzellen. Als Filmset dient das ehemalige Pfarrhaus der Kirche in Deshaies, welches auf einer Anhöhe an einem kleinen Parkplatz liegt und von dem man einen Blick über den Ort und die Bucht hat. Auf dem Parkplatz stehen die zwei Fahrzeuge, die dem Team zur Verfügung stehen: ein Land Rover Defender und ein Motorrad (ab der zweiten Staffel eine Royal Enfield) mit Seitenwagen. In der Serie findet auf dem Parkplatz oft ein Wochenmarkt statt. Finden keine Dreharbeiten statt, wird das Gebäude heute als Museum und Andenkenladen für Memorabilien zur Serie genutzt.
Der Hafen und die Bucht von Deshaies dienen als Kulisse für maritime Szenen und sind der Ort, an dem Fährboote anlegen, um zu anderen (fiktiven) Inseln zu kommen. Im Goverment House residiert Commissioner Selwyn Patterson.
Catherine's Bar (in der englischen Schreibweise) dient als Treffpunkt für das Ermittlungsteam und als Ort der Geselligkeit. Neben Getränken gibt es auch ein Angebot an Speisen. Das Team trinkt hier meistens ein einheimisches Bier der fiktiven Marke Etensel oder Rum. Am Strand gibt es einen überdachten Sitzbereich und die eigentliche Bar liegt auf der gegenüberliegenden Straßenseite. Die Inhaberin Catherine Bordey ist mit dem Team befreundet und dient als soziale Anlaufperson bei privaten Problemen. Im Verlauf der Serie wurde die (reale) Bar namens La Kaz du Douanier am südlichen Ende der Ortschaft an der einzigen Durchgangsstraße für den Verkehr in südliche Richtung (Einbahnstraße) durch das Le Madras ersetzt. Dieses befindet sich nördlich in einer Seitenstraße und die Dreharbeiten behindern nicht mehr den Durchgangsverkehr.

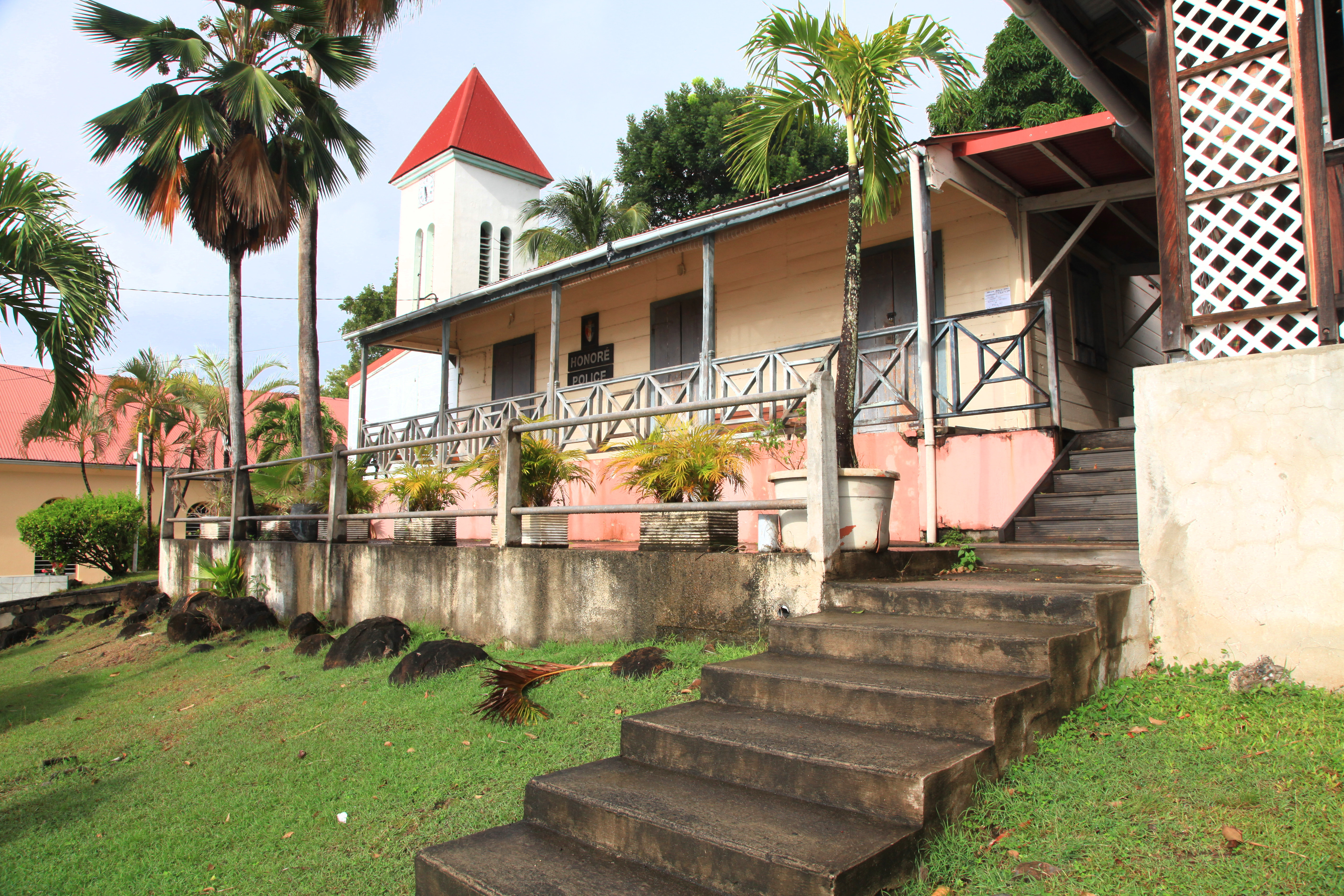
Das ehemalige Pfarrhaus (Mitte) der Kirche wird als Filmset für die Polizeistation von Honoré genutzt. Rechts daneben befindet sich ein Versammlungsraum.
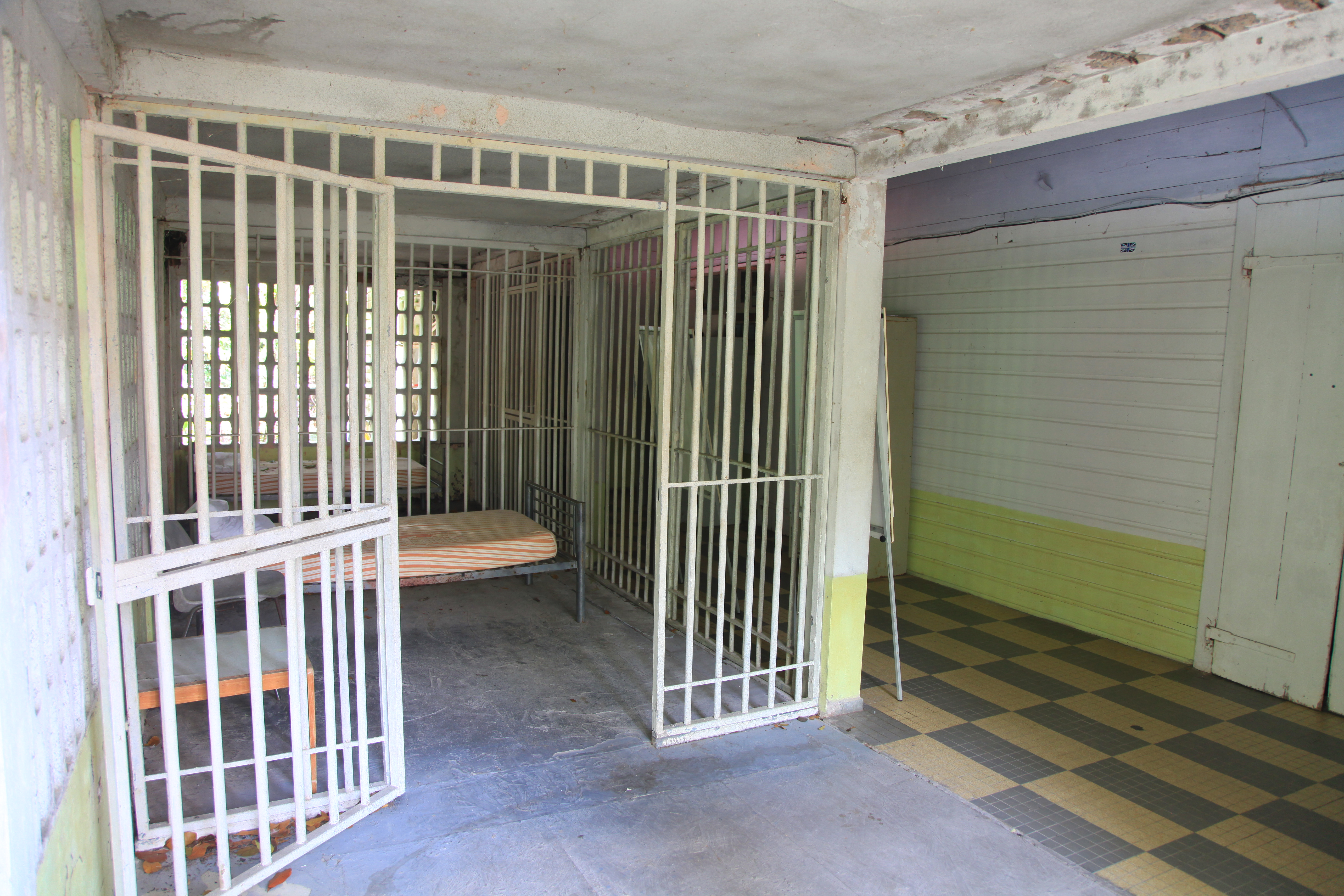
Arrestzellen im hinteren Teil der Polizeistation
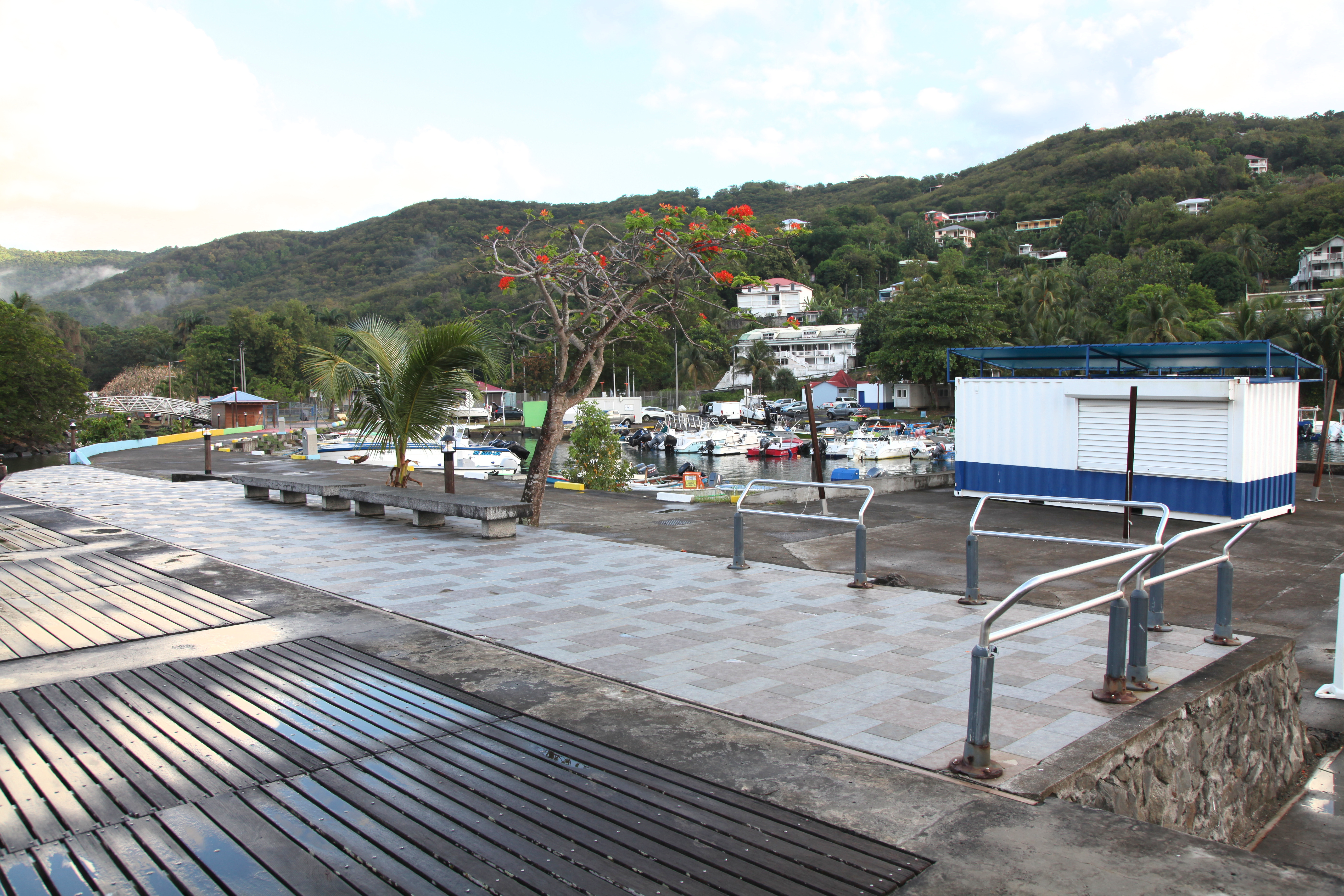
Hafen von Deshaies
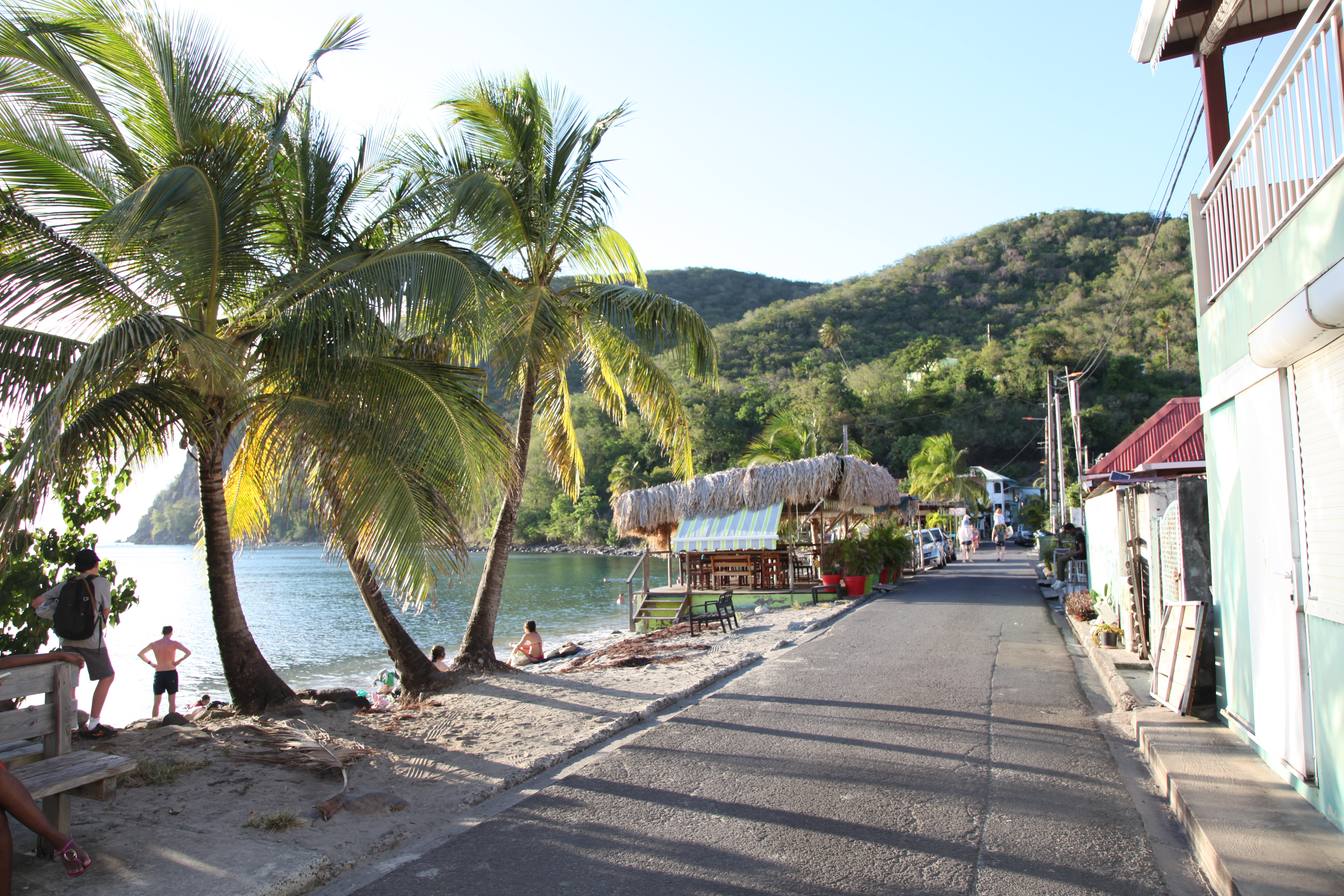
Terrasse der aktuellen Bar von Catherine in der Rue de la Vague Bleue in Deshaies
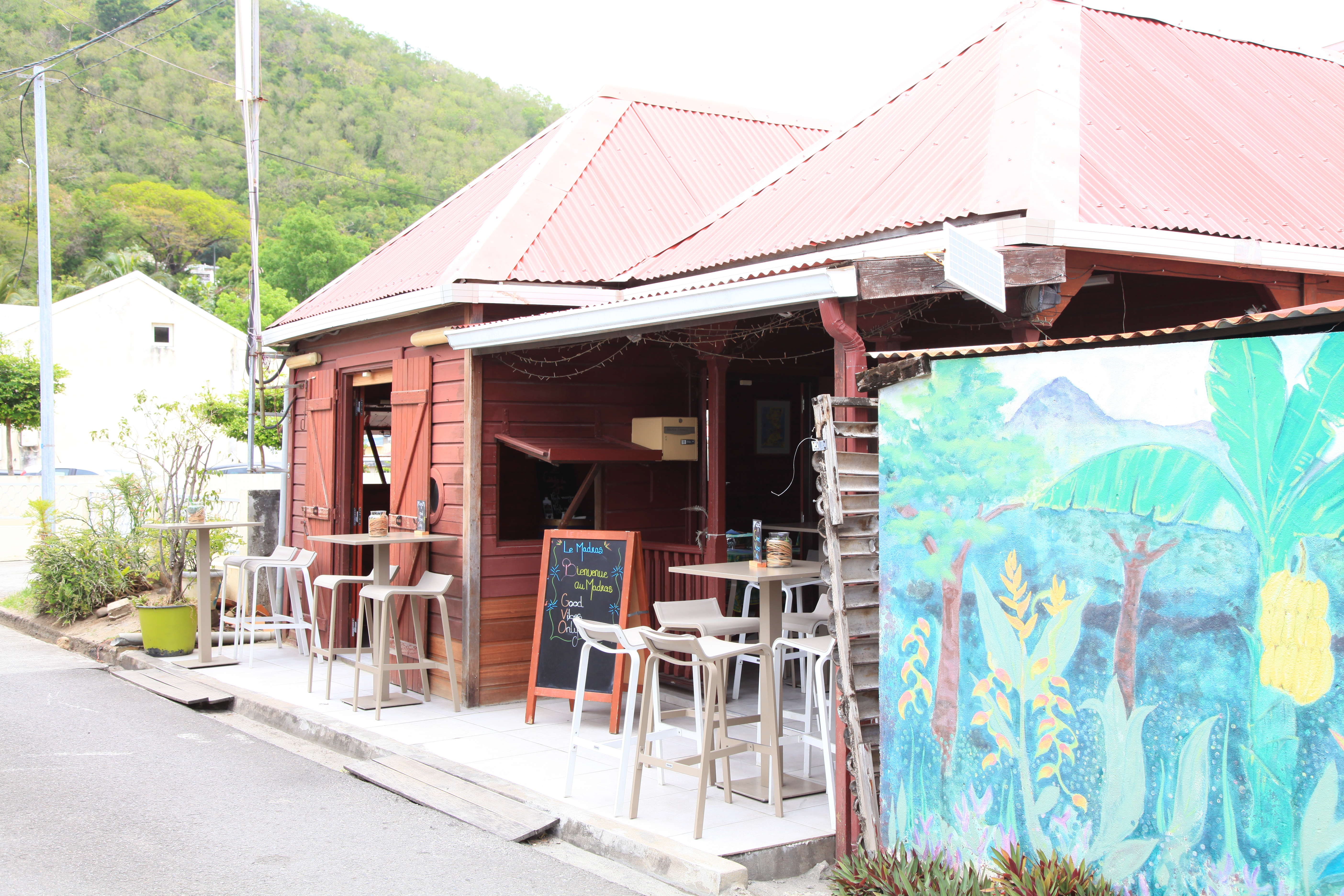
Die Bar Le Madras dient seit der zweiten Staffel als Kulisse für Catherines Bar
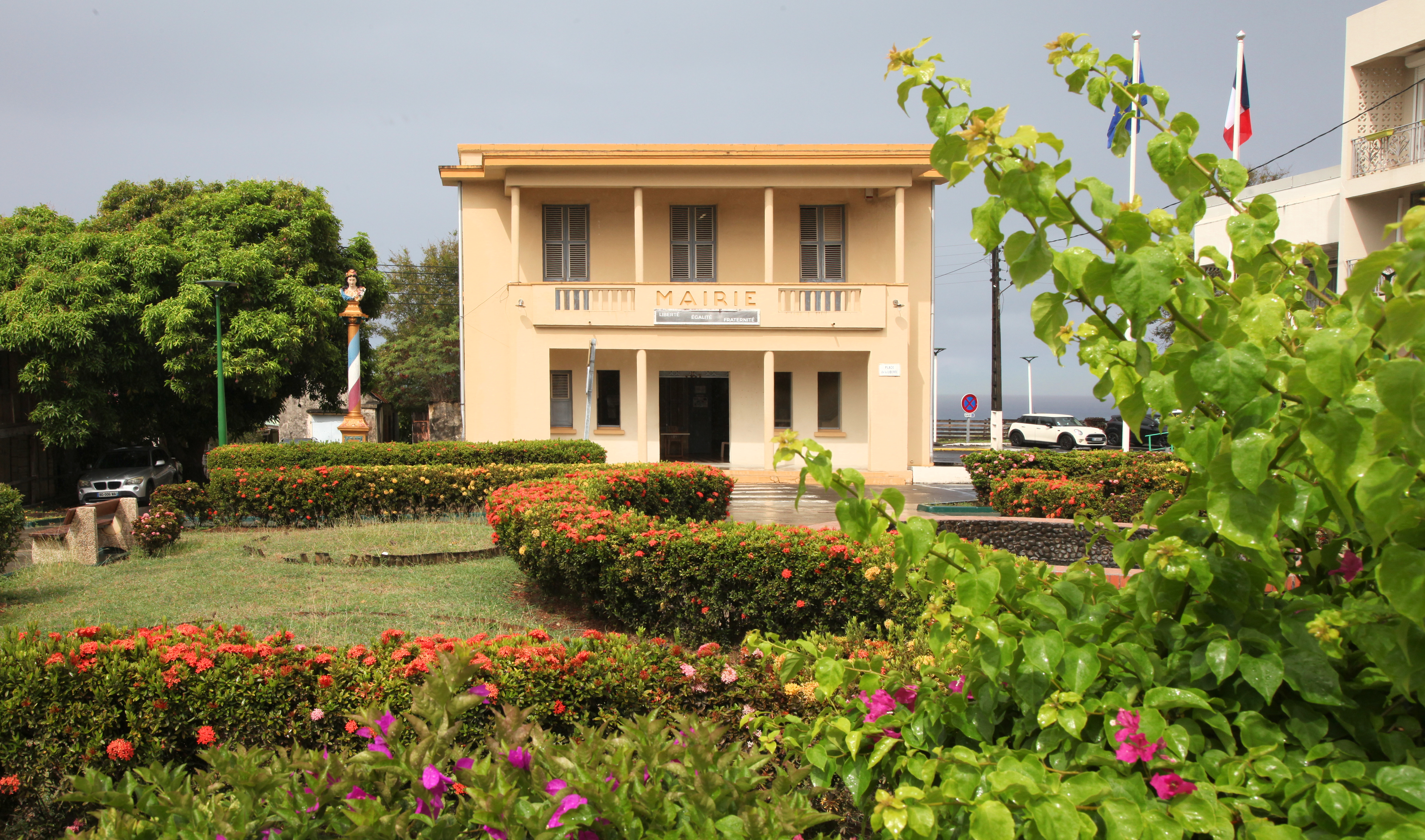
Als Kulisse für das Goverment House dient das Rathaus von Pointe Noire

Der jeweilige Detective Inspector wohnt in einem Bungalow (im englischen Original The Shack) am Strand. Eine Besonderheit ist, dass ein Baum in der Hütte steht und durch Boden und Dach wächst. In der Hütte lebt eine grüne Echse der Gattung Anolis, welche in der Serie regelmäßig in kurzen Szenen auftaucht und die von Inspector Poole den Namen Harry erhält. Sie wird von den Bewohnern gefüttert und dient gelegentlich als Gesprächspartner. Die Echse wird mittels CGI den Aufnahmen später hinzugefügt. Die Hütte wird als Kulisse für die Dreharbeiten am Strand Plage de la Perle (nördlich von Deshaies gelegen) etwa 25 m vom Meer entfernt aufgebaut. Den Eingangsbereich bildet einer von mehreren sich vor Ort befindlicher Sonnenschutzdächer, während der nächstgelegene Sonnenschutz abgebaut wird. Der Bungalow besteht aus dem Eingangsbereich, einem großen Raum als Schlaf- und Wohnzimmer, sowie einem kleinen Bad und einem separaten kleinen Raum mit eigenem Eingang, der gelegentlich als Gästezimmer genutzt wird. Eine Veranda umgibt die drei zum Meer weisenden Seiten.

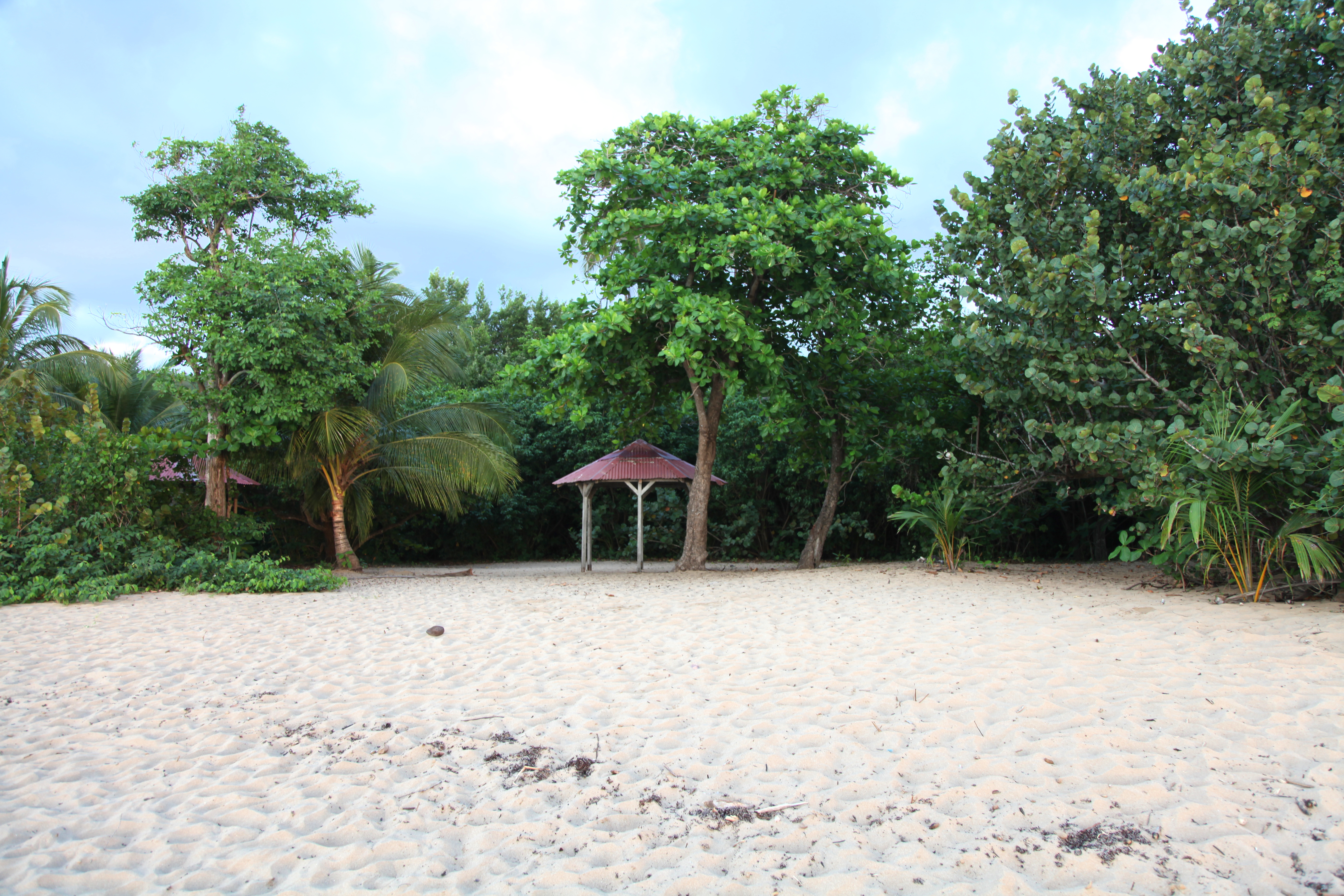
Platz an dem der Bungalow am Plage de la Perle aufgebaut wird. Der linke Sonnenschutz wird demontiert und der mittlere in die Hütte integriert.
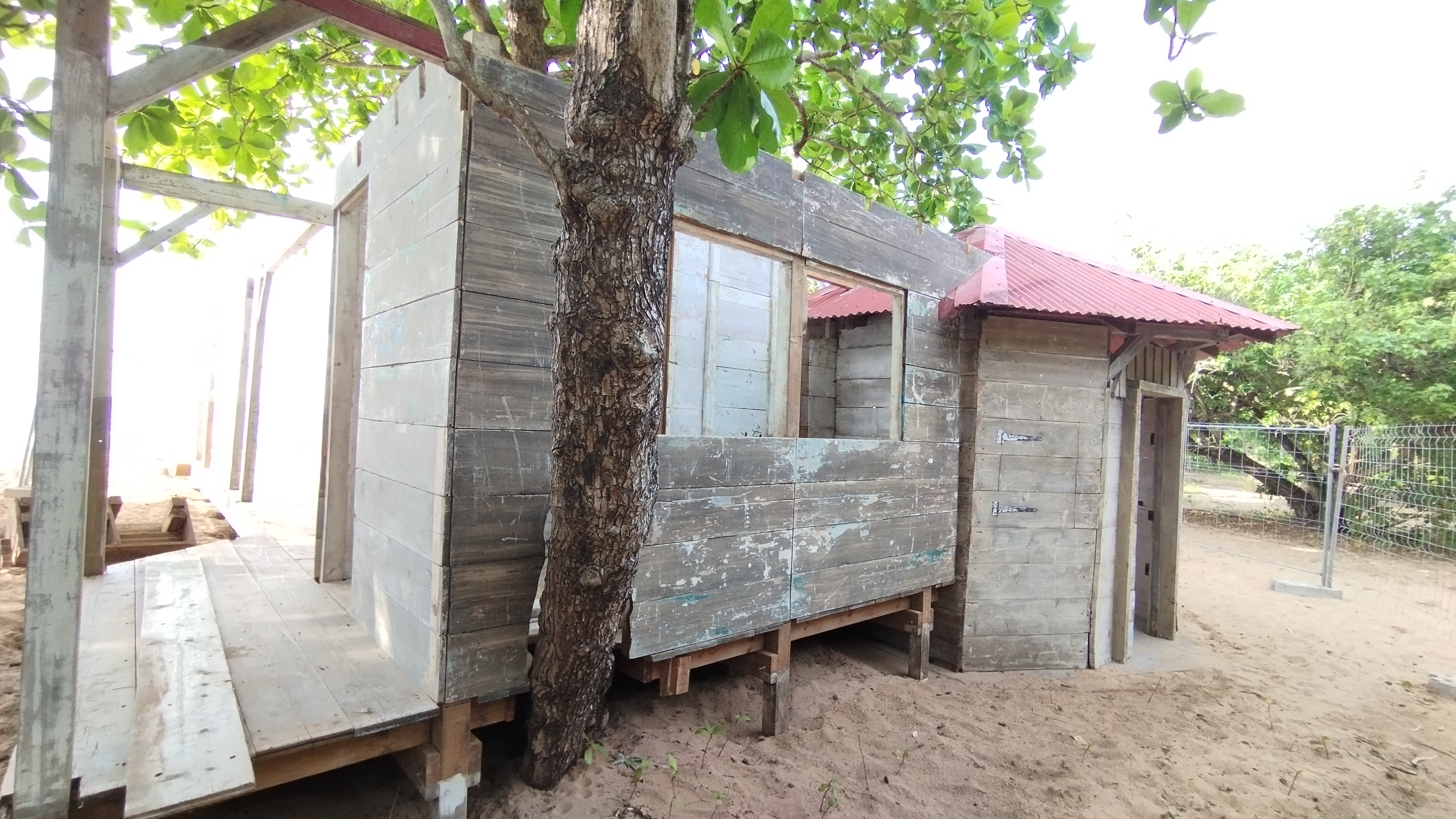
Eingangsbereich mit dem Sonnenschutzdach und zweitem Baum, der nur die Außenwand durchbricht (während der Bauphase).
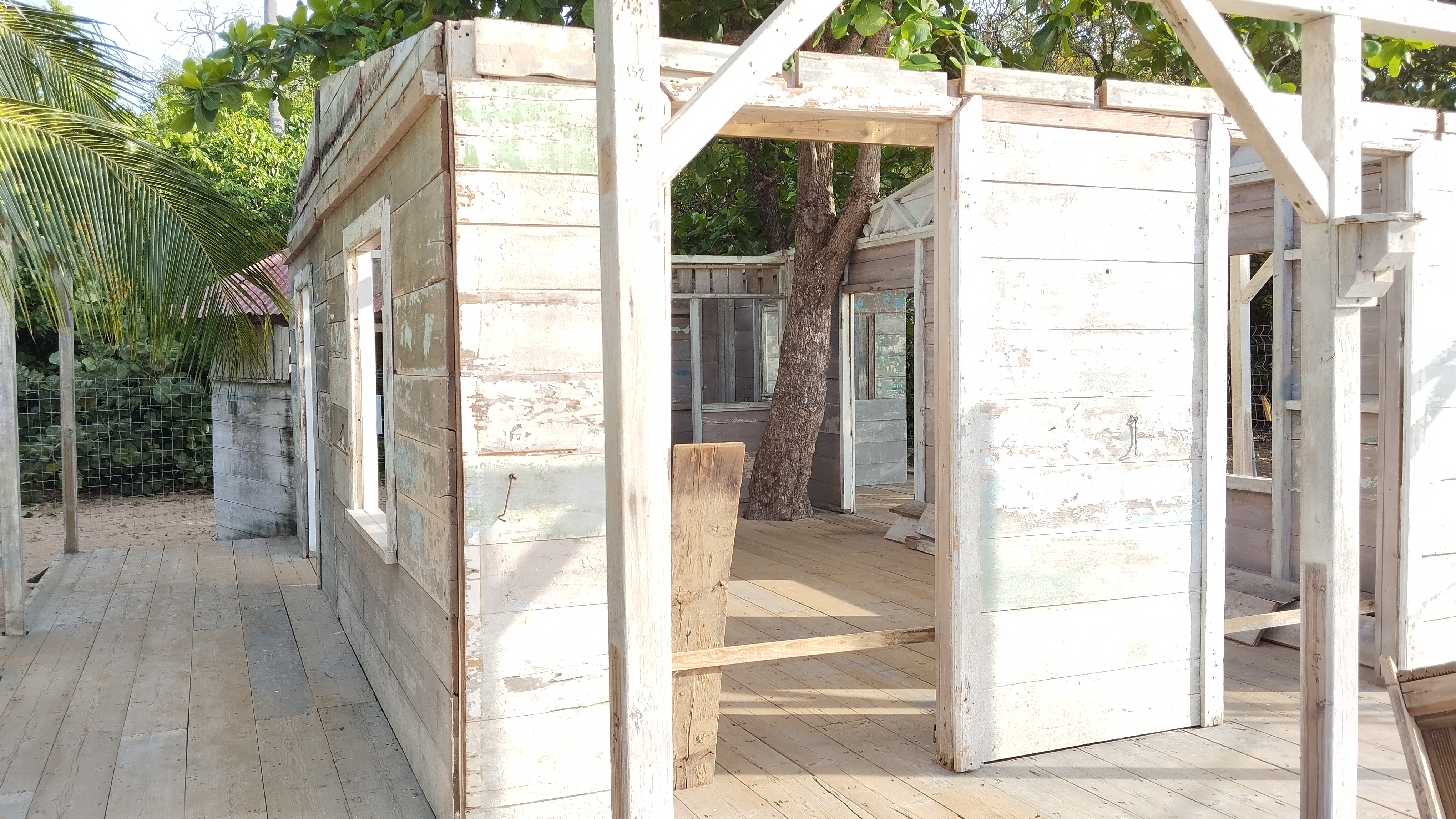
Blick von der Meeresseite in den Innenraum mit dem Baum, der vollständig im Haus steht (während der Bauphase).
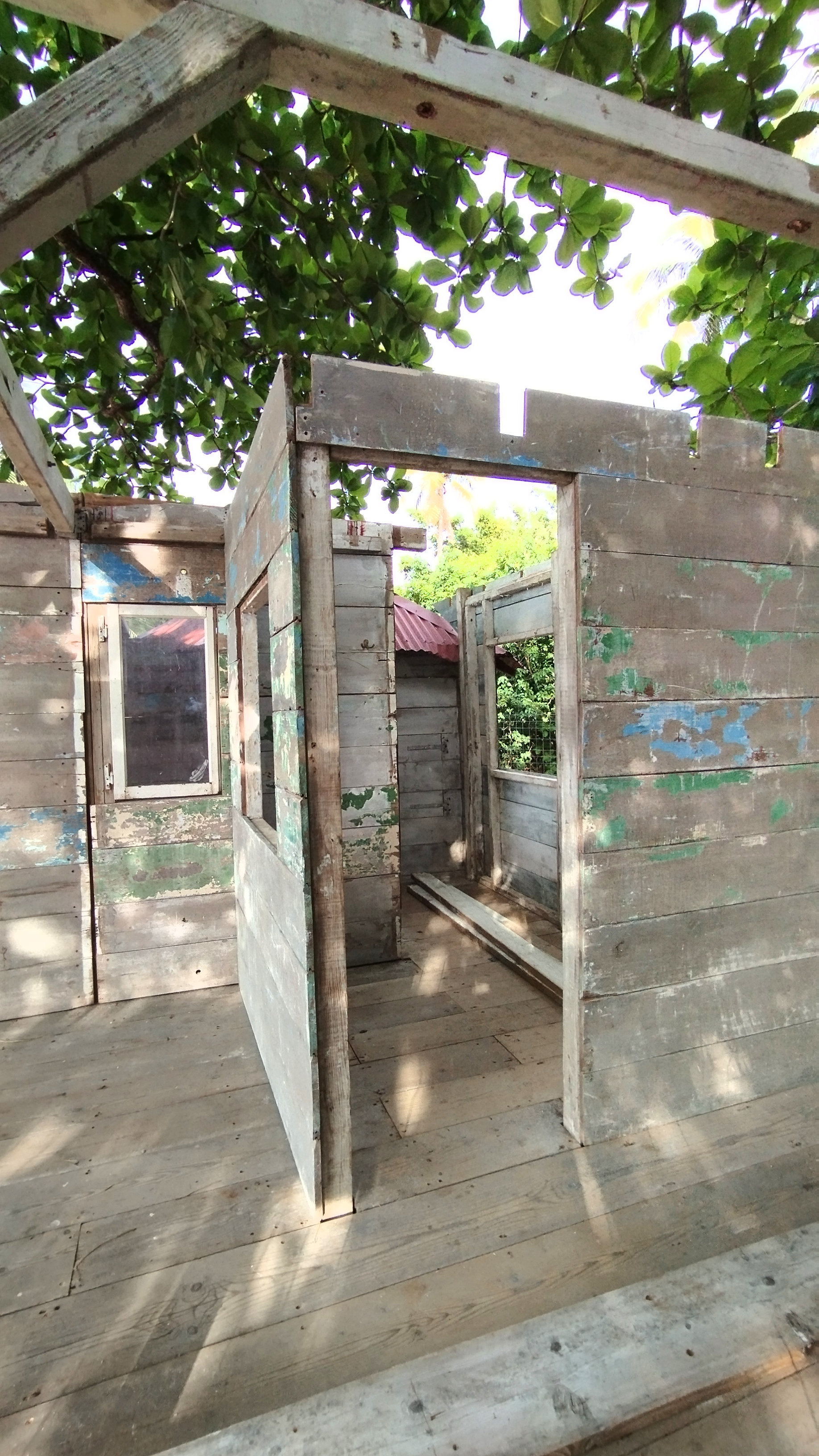
Hinteres kleines Gästezimmer (während der Bauphase).
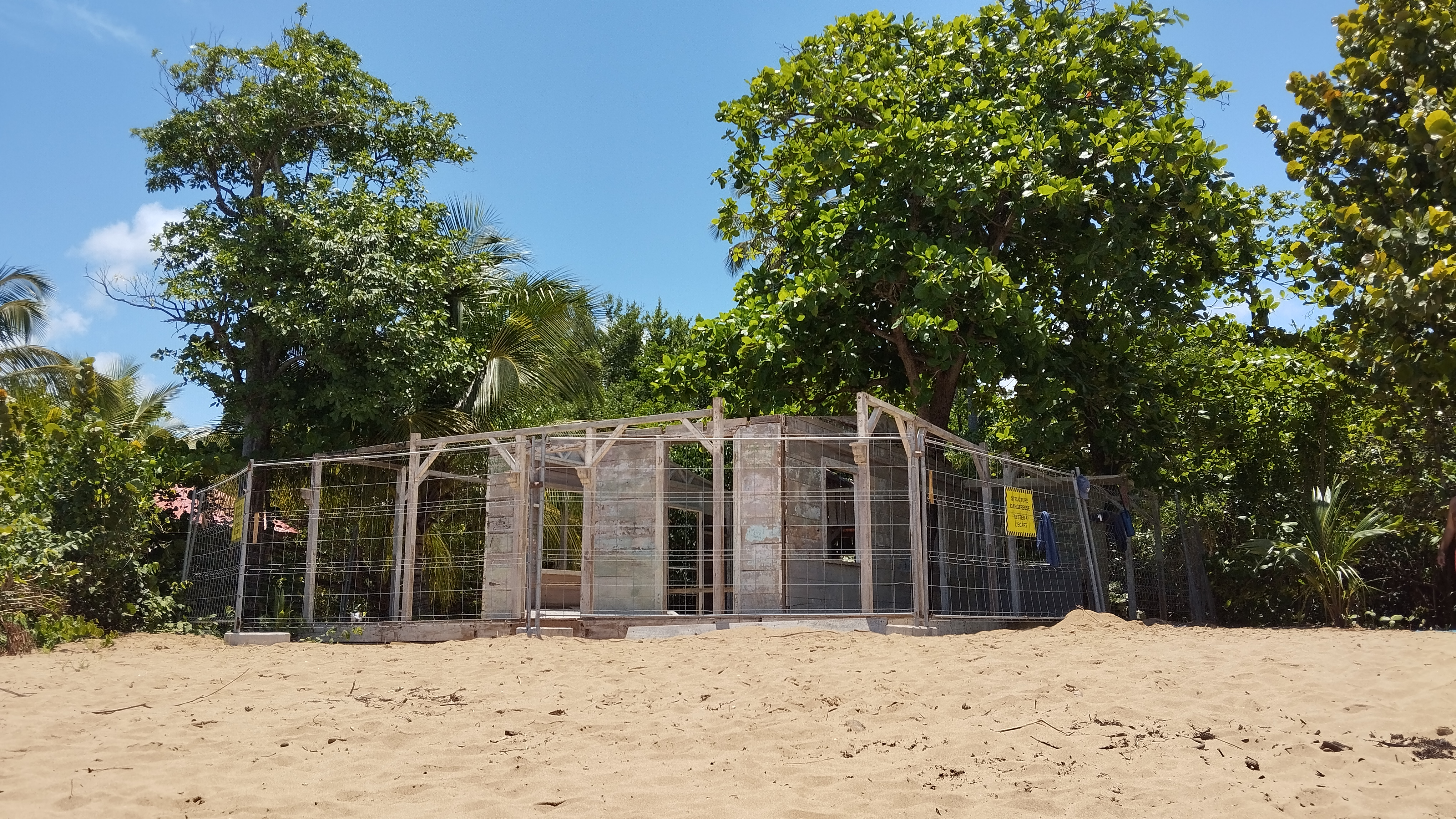
Teilweise fertig aufgebauter Bungalow
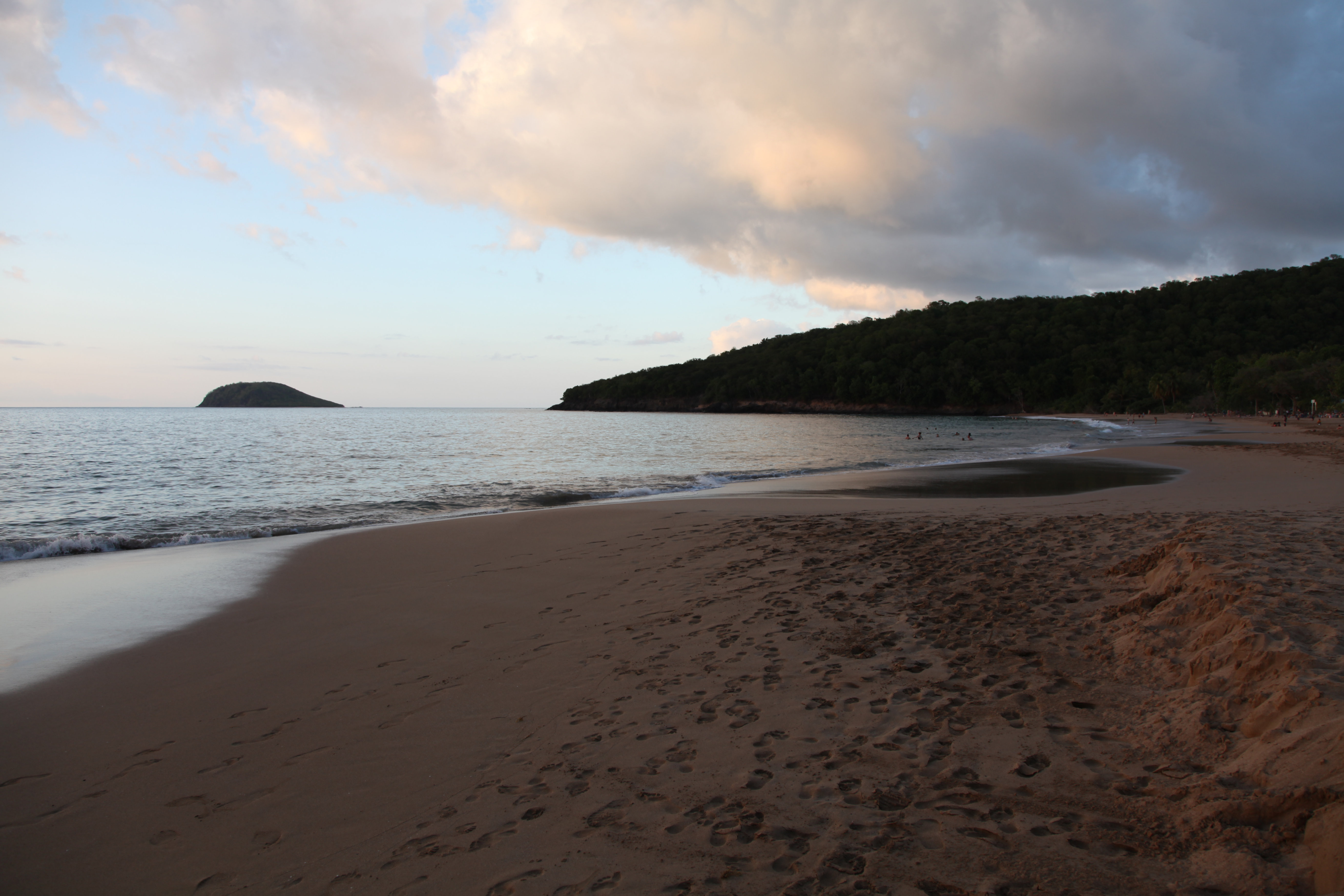
Plage de la Perle mit Blick auf die Insel Îlet à Kahouanne

## Besetzung und Synchronisation
Die Rolle des britischen Chief-Inspectors spielen nacheinander Ben Miller, Kris Marshall, Ardal O’Hanlon, Ralf Little und Don Gilet. Die Rolle des Commissioners ist durchgehend mit Don Warrington besetzt.
Die deutsche Synchronisation entstand unter der Dialogregie von Engelbert von Nordhausen und Ronald Nitschke durch die Synchronfirma Berliner Synchron in Berlin. Seit Staffel 10 entsteht die Synchronisation durch die Synchronfirma Iyuno Germany ebenfalls in Berlin unter der Dialogregie von David Turba.

### Aktuelle Hauptrollen
| Rollenname                                          | Schauspieler       | Hauptrolle (Folgen)           | Nebenrolle (Folgen)    | Synchronsprecher                                             |
| --------------------------------------------------- | ------------------ | ----------------------------- | ---------------------- | ------------------------------------------------------------ |
| Detective Inspector Mervin Wilson                   | Don Gilet          | Christmas Special 2024 14.01– |                        |                                                              |
| Commissioner Selwyn Patterson                       | Don Warrington     | 1.01–                         |                        | Axel Lutter                                                  |
| Officer Dwayne Myers                                | Danny John-Jules   | 1.01–7.08, 13.06–             | Christmas Special 2021 | Jan Spitzer (Staffel 1–7), Oliver Stritzel (Staffel 11–)     |
| Catherine Bordey                                    | Élizabeth Bourgine | 2.01–                         | 1.02–1.08              | Sabine Arnhold                                               |
| Sergeant Naomi Thomas (ab 11.06 Detective Sergeant) | Shantol Jackson    | 11.01–                        |                        | Friedel Morgenstern (Staffel 11–12) Marie Hinze (Staffel 13) |
| Darlene Curtis                                      | Ginny Holder       | 11.05–                        | 7.03–7.05, 7.07        | Anke Reitzenstein (Staffel 7), Dela Dabulamanzi (Staffel 11) |

### Ehemalige Hauptrollen
| Rollenname                                       | Schauspieler     | Hauptrolle (Folgen)    | Nebenrolle (Folgen) | Synchronsprecher                                                    |
| ------------------------------------------------ | ---------------- | ---------------------- | ------------------- | ------------------------------------------------------------------- |
| Detective Inspector Richard Poole                | Ben Miller       | 1.01–3.01              | 10.06               | Frank Röth                                                          |
| Detective Sergeant Camille Bordey                | Sara Martins     | 1.01–4.04              | 10.05–10.06, 13.01  | Sanam Afrashteh (Staffel 1–2), Mareile Moeller (Staffel 3–4, 10–13) |
| Officer / Sergeant Fidel Best                    | Gary Carr        | 1.01–3.08              |                     | Leonhard Mahlich                                                    |
| Detective Inspector Humphrey Goodman             | Kris Marshall    | 3.01–6.06              |                     | Nic Romm                                                            |
| Sergeant / Detective Sergeant J Florence Cassell | Joséphine Jobert | 4.01–8.06, 10.01–11.04 | 13.06–13.08         | Nora Kunzendorf                                                     |
| Officer / Sergeant Jean-Pierre „J.P.“ Hooper     | Tobi Bakare      | 4.05–10.08             | 13.05               | Julien Haggège                                                      |
| Detective Inspector Jack Mooney                  | Ardal O’Hanlon   | 6.05–9.04              |                     | Rainer Doering                                                      |
| Officer Ruby Patterson                           | Shyko Amos       | 8.02–9.08              |                     | Anja Stadlober                                                      |
| Detective Sergeant Madeleine Dumas               | Aude Legastelois | 8.07–9.08              |                     | Magdalena Turba                                                     |
| Detective Inspector Neville Parker               | Ralf Little      | 9.05–13.08             |                     | Tim Knauer                                                          |
| (Nachwuchs-)Officer Marlon Pryce                 | Tahj Miles       | 10.02–13.05            |                     | Sebastian Fitzner                                                   |

### Nebenrollen
| Rollenname                | Schauspieler         | Folgen                                            | Synchronsprecher   |
| ------------------------- | -------------------- | ------------------------------------------------- | ------------------ |
| Aidan Miles               | Adrian Dunbar        | 1.07–1.08                                         |                    |
| Rosey Hooper geb. Fabrice | Fola Evans-Akingbola | 5.03, 5.05–5.06, 5.08                             | Lisa May-Mitsching |
| Rosey Hooper geb. Fabrice | Prisca Bakare        | 10.03, 10.08                                      | Marie-Isabel Walke |
| Martha Lloyd              | Sally Bretton        | 5.08–6.01, 6.03–6.04, 6.06                        | Esra Vural         |
| Nelson Myers              | Ram John Holder      | 6.05–6.06, 7.07–7.08                              | Rainer Gerlach     |
| Siobhan Mooney            | Grace Stone          | 6.06–7.01, 8.08, 9.04                             | Kristina Tietz     |
| Patrice Campbell          | Leemore Marrett Jr.  | 8.01–8.06                                         | Leonhard Mahlich   |
| Anna Masani               | Nina Wadia           | 9.01–9.04                                         | Almut Zydra        |
| Sophie Chambers           | Chelsea Edge         | Christmas Special 2022, 12.01, 12.02, 12.05–12.08 | Lisa May-Mitsching |

## Ableger
Seit Februar 2023 wird das Spin-Off Beyond Paradise mit Kris Marshall in der Hauptrolle auf BBC One ausgestrahlt. Darin schlüpft Marshall erneut in die Rolle des Humphrey Goodman, der zusammen mit seiner großen Liebe Martha Lloyd nach Shipton Abbott gezogen ist und dort neue Abenteuer erlebt.
Unter dem Namen Return to Paradise ist ein weiteres Spin Off zur Mutterserie geplant, welches in Australien spielen und erstmals eine Frau als Detective in der Hauptrolle haben soll.

## DVD-Veröffentlichungen
Vereinigtes Königreich
- Staffel 1 erschien am 8. Oktober 2012
- Staffel 2 erschien am 4. März 2013
- Staffel 3 erschien am 10. März 2014
- Staffel 4 erschien am 2. März 2015
- Staffel 5 erschien am 29. Februar 2016
- Staffel 6 erschien am 27. Februar 2017
- Staffel 7 erschien am 26. Februar 2018
- Staffel 8 erschien am 10. Dezember 2019
- Staffel 9 erschien am 2. März 2020

Deutschland/Österreich
- Staffel 1 erschien am 21. August 2012
- Staffel 2 erschien am 22. Juli 2013
- Staffel 3 erschien am 12. September 2014
- Staffel 4 erschien am 9. September 2016
- Staffel 5 erschien am 11. November 2016
- Staffel 6 erschien am 21. Juli 2017
- Staffel 7 erschien am 5. April 2019
- Staffel 8 erschien am 26. September 2019
- Staffel 9 erschien am 4. September 2020
- Staffel 10 erschien am 29. Juli 2022
- Christmas Special 2021 erschien am 2. Dezember 2022
- Staffel 11 erschien am 2. Dezember 2022
- Christmas Special 2022 erschien am 8. Dezember 2023
- Staffel 12 erschien am 8. Dezember 2023